# Outta This World
Outta This World è il secondo album della boy band britannica JLS. L'album è stato pubblicato in Irlanda il 19 novembre 2010 e nel Regno Unito il 22 novembre 2010. L'album ha debuttato alla posizione numero due nel Regno Unito ed alla numero quattro in Irlanda e ha venduto circa 152 000 copie nella prima settimana di pubblicazione.

## Tracce
1. The Club Is Alive – 3:43
2. Eyes Wide Shut – 3:51
3. Outta This World – 3:43
4. That's My Girl – 3:06
5. Work – 3:07
6. I Know What She Likes – 3:16
7. Love You More – 3:47
8. Other Side of the World – 3:02
9. Better for You – 3:39
10. Superhero – 3:19
11. Love at War – 3:34
12. Don't Talk About Love – 3:17
13. That's Where I'm Coming From – 3:42
14. The Last Song – 3:08

## Classifiche
| Classifica (2009) | Pozione più alta |
| ----------------- | ---------------- |
| Irlanda           | 4                |
| Scozia            | 3                |
| Regno Unito       | 2                |